# 芭蕾舞团
芭蕾舞团是一种表演古典芭蕾、新古典芭蕾和現代芭蕾舞的舞蹈团，芭蕾舞团除了芭蕾舞者還包括管理和支持人员。每個芭蕾舞团通常有一个常駐剧院，它們大部分節目都在常駐剧院上演，但许多芭蕾舞团也会在本国或国际上巡回演出。